# Paul Weber (Maler, 1823)

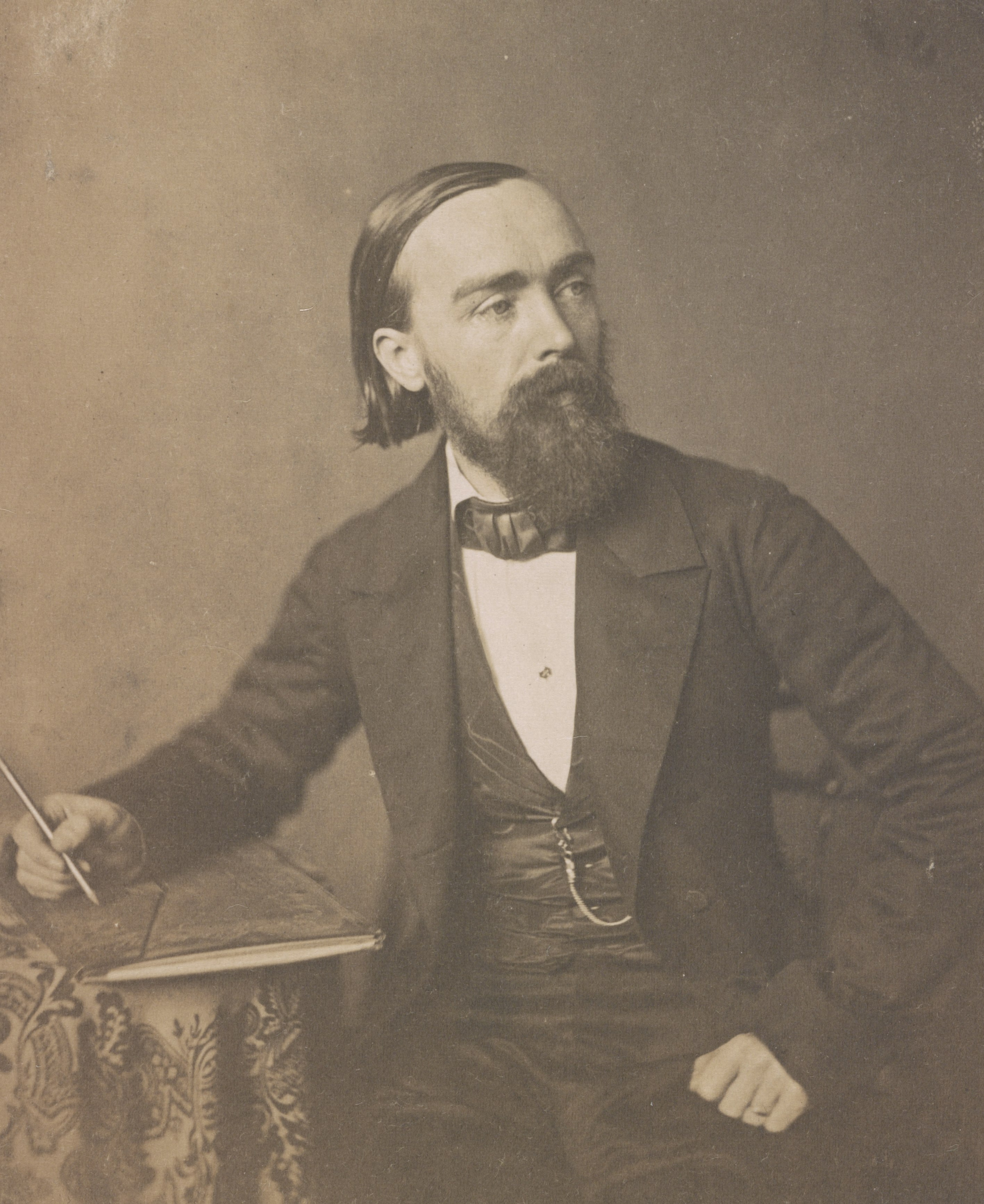
Paul Weber, Foto 1850

Gottlieb Daniel Paul Weber (* 19. Januar 1823 in Darmstadt; † 12. Oktober 1916 in München) war ein deutscher Landschaftsmaler und früher Vertreter des Naturalismus.

## Leben und Werk
Weber wurde als Sohn des großherzoglichen Hofmusikers Johann Daniel Weber (1784–1848) und von Sophie Friederike Adolphine Mangold (1788–1848) auf dem Turm der Stadtkirche Darmstadt geboren. Sein Vater war als Musiker gemäß der Tradition verpflichtet, dort eine Wohnung zu unterhalten. Als Kind verbrachte er seine Freizeit zeichnend im Wildpark, wo er am liebsten die alten Eichen zeichnete. Als 13-Jährigem ermöglichte ihm sein Vater, privaten Kunstunterricht bei August Lucas (1803–1863) zu nehmen. Sein Taschengeld verdiente er mit kolorierten Porträts, die er für Soldaten anfertigte.
Von 1842 bis 1844 studierte er an der Städelschule in Frankfurt am Main bei Jakob Becker. Gemeinsam mit Anton Burger zog er nach München zum Studieren, wo sie eine gemeinsame Wohnung bezogen. Beide studierten dann bis 1848 an der Münchner Königlichen Akademie. Als Zeichner begleitete er von 1846 bis 1847 den Prinzregenten Luitpold von Bayern auf einer Reise ins Östliche Mittelmeer, die nach Konstantinopel, Kleinasien, Griechenland und Sizilien führte. Seine künstlerische Ausbildung schloss er bei Josephus Laurentius Dyckmans und Gustave Wappers in Antwerpen ab.

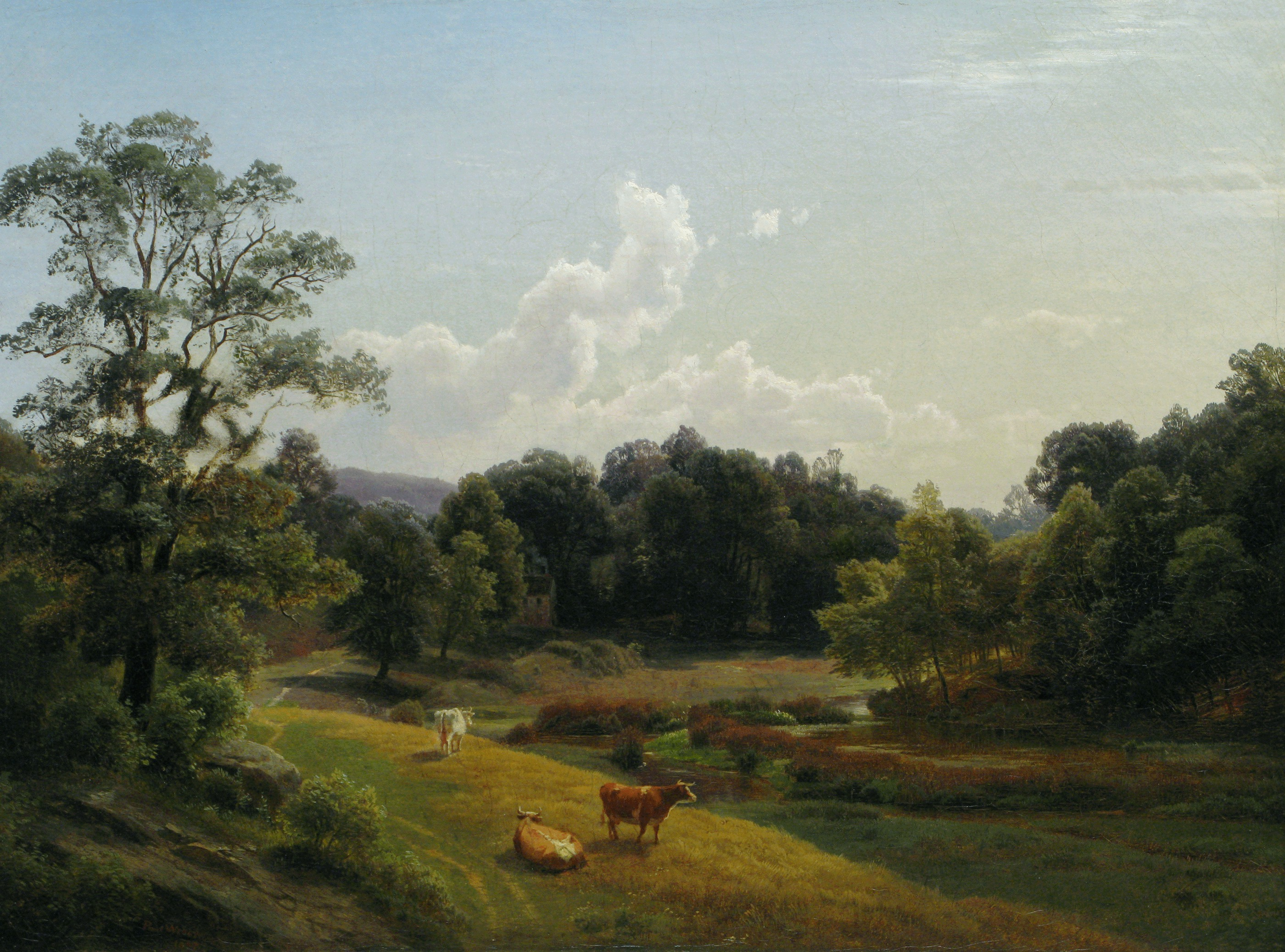
Pastorale Sommerlandschaft, 1857

1849 ging er nach Hamilton (Cincinnati), USA. Als sein Malerkollege Karl Christian Köhler ebenfalls in die Vereinigten Staaten zog, unternahmen beide gemeinsam Malreisen durch das Land. 1850 kam sein Sohn Carl auf die Welt. Weber ließ sich 1854 in Philadelphia nieder, wo er schnell zu einem renommierten Maler wurde. Er galt dort als wohlhabender und „gemachter Mann“. Seine Werke wurden von wohlhabenden Bürgern und Museen angekauft. Außerdem war er als Dozent an der Pennsylvania Academy of the Fine Arts tätig. Zu seinen Schülern zählten William Stanley Haseltine, Edward Moran, Edward Lamson Henry und William Trost Richards.
Heimweh und die Aussicht auf eine höfische Stelle in der Heimat motivierten Weber, nach Europa zurückzukehren und die wirtschaftlich erfolgreiche Stellung in Amerika aufzugeben. Im August 1855 reiste Weber in Begleitung von Haseltine über Paris nach Düsseldorf, ehe er wieder nach Philadelphia ging.
Über Schottland 1861 und Frankreich kehrte er nach Darmstadt zurück. Am Hof war er vornehmlich als Privatdozent der Prinzessin Alice tätig, privat unterrichtete er auch seinen Schwiegersohn Phillip Röth, der seine Tochter Pauline geheiratet hatte. Röth und dessen Freund Eugen Bracht folgten Paul Weber auf Malreisen in den Semesterferien.
Ab 1864 reiste Weber gemeinsam mit Adolf Schreyer mehrmals nach Paris. Er freundete sich mit Theude Grönland an, der ihn mit Jean-François Millet und Charles Emile Jacque aus der Schule von Barbizon bekannt machte. Auf der Reise 1875 entstand Waldinneres von Fontainebleau. Bodmer, Teichlein und Brendel gehörten ebenfalls zum gemeinsamen Kreis in Paris. Einfluss auf Weber hatte auch die biedermeierlicher Malerei von Ludwig Richter. Den USA blieb er durch Ausstellungen treu, Werke wurden u. a. auf der National Academy of Design und im Boston Athenæum gezeigt.
In der zweiten Hälfte des 19. Jahrhunderts war München die deutsche Kunstmetropole. Gemeinsam mit seinem Sohn Carl, der an der Akademie studierte, ließ sich 1872 Paul Weber dort nieder. Er pflegte in München den Austausch mit Freunden aus Hessen, wie Karl Raupp und Ludwig von Löfftz. Er widmete sich fortan städtischen Genreszenen und der bäuerliche Landschaft um München. Seine Landschaftsbilder belebte er häufig mit kleiner Tier- oder Menschenstaffage. Weber wurde auf dem Westfriedhof bestattet. Nicht verwandt ist Paul Weber mit dem etwas älteren Frankfurter Maler August Weber.

## Auszeichnungen
- 1858: Silberne Medaille der Academy of Fine Arts Philadelphia
- 1865: Goldene Medaille auf der Ausstellung im Londoner Crystal Palace

## Ausstellungen (Auswahl)
- 1901: VIII. Internationale Kunstausstellung im Glaspalast, München
- 1902: Große Berliner Kunstausstellung
- 1908, 1912 und 1916: Münchner Jahresausstellung im Glaspalast
- 1913 und 1918: Paul Weber Darmstädter Kunstverein
- 1917: Paul Weber Gedächtnisschau in der Galerie Heinemann, München
- 1976: Philadelphia, three centuries of American art. Philadelphia Museum of Art
- 2001: Kunstlandschaft Rhein-Main: Malerei im 19. Jahrhundert 1867-1918, Museum Girsch, Frankfurt
- 2006: Mathilda is calling – Erinnerung als Zukunft, Institut Mathildenhöhe, Darmstadt

## Werk

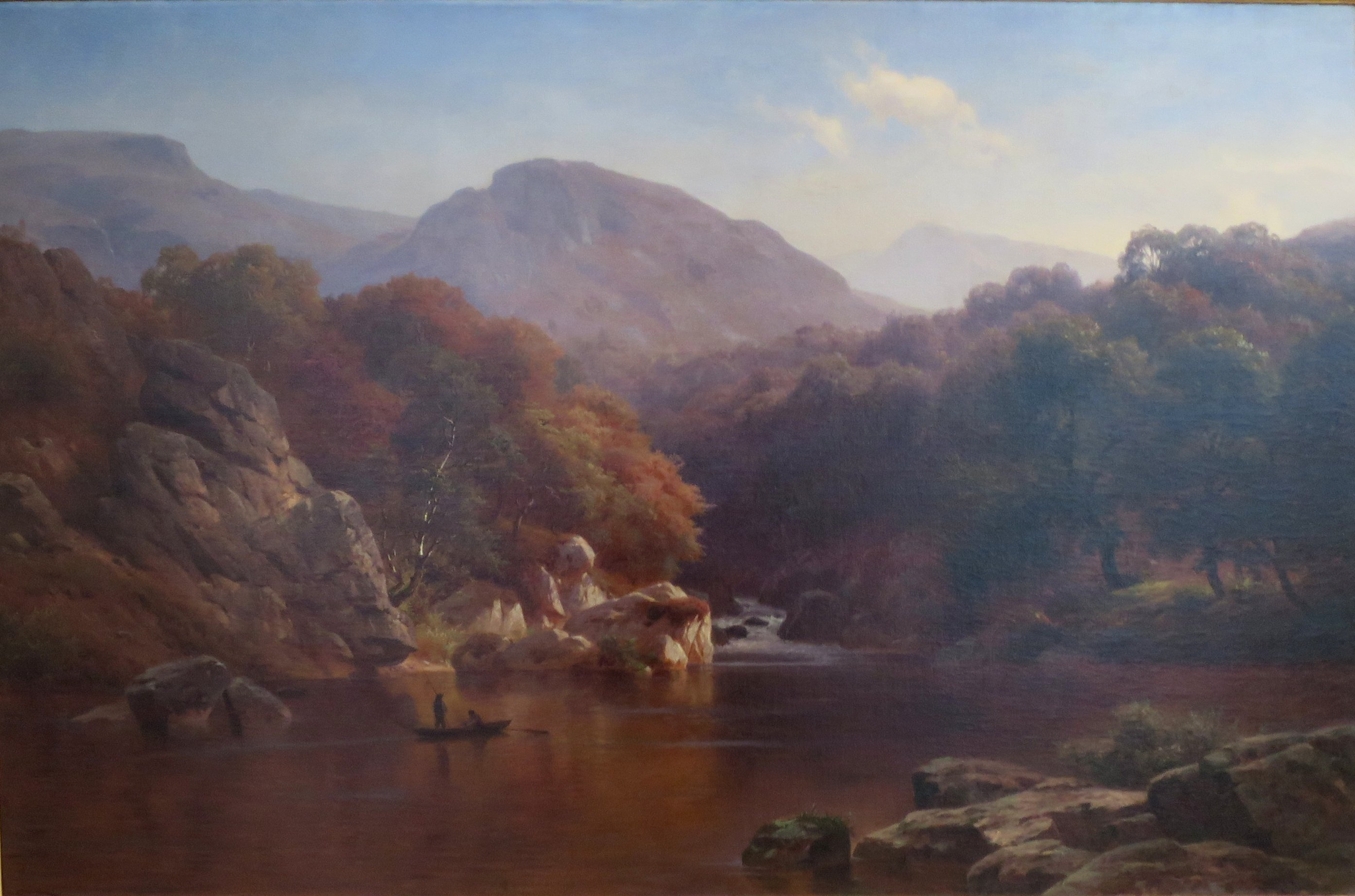
Pennsylvania Landscape, 1862

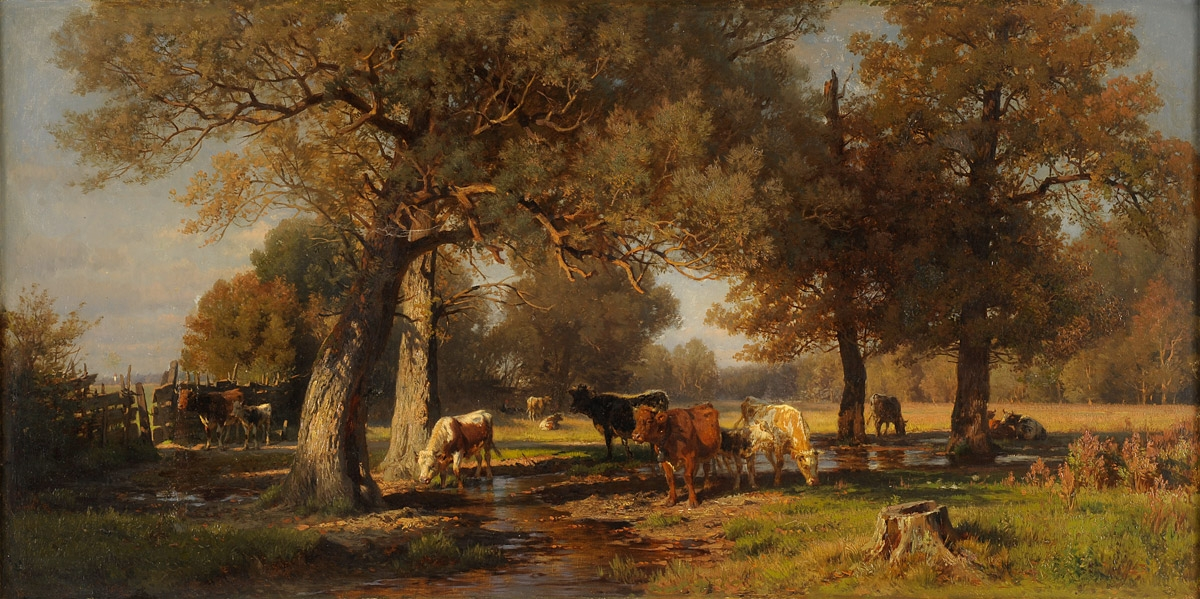
Kühe auf der Weide, ein Spätwerk aus der konservativen Münchner Schaffensphase

Paul Weber pflegte einen intimen Naturalismus und gehörte zu den frühsten Vertretern des Paysage intime in Deutschland. Werner Ebnet bezeichnet das Werk von Paul Weber zusätzlich als „einen dem Impressionismus sich nähernden Naturalismus“.
Paul Webers Lehrtätigkeit in Philadelphia beeinflusste die Vertreter der Hudson River School, teilweise wird er auch selbst dieser Richtung zugeordnet. Die Entdeckung und Erforschung einer idealtypischen Landschaft und deren Besiedelung durch Menschen die mit der Natur im Einklang stehen, sind die Sujets seiner amerikanischen Phase, die auch in Deutschland weitergeführt wird, insbesondere durch Skizzen die Paul Weber vor Ort angefertigt hatte.
Das Spätwerk hingegen rückt von der Pionierphase ab, auch impressionistische Züge sind nun seltener zu finden. Paul Weber beschränkte sich in seiner Münchener Phase auf eine spätromantische Malerei.
- Landschaft mit Blick auf den Hudson River, 1855, Privatbesitz (gezeigt im Museum Giersch)
- Madonna del Ponte, ehemals Sammlung Abraham Adelsberger (verschollen)
- Olevano Romano, Öl auf Leinwand
- Graf Arco-Kapelle bei Berchtesgaden, ehemals Sammlung Abraham Adelsberger (verschollen)
- Flusslandschaft, ehemals Sammlung Otto Rothschild (verschollen)
- Seeufer, Öl auf Leinwand, 34 × 52, Nachlass von Paul Weber, später Antonie Weber

### Werke in öffentlichen Sammlungen
- Scene in the Catskills, 1858, Corcoran Gallery of Art
- Wooded landscape with Lake and Mountains, Metropolitan Museum of Art New York
- Forest scene, The Walters Art Museum Baltimore
- Kratersee im schottischen Hochland, 1861 Neue Pinakothek München
- Steilküste (Mittelmeerlandschaft), 1863 Neue Pinakothek München
- Oberhessische Kinder, 1868, Hessisches Landesmuseum
- Torfmoorlandschaft, Öl auf Leinwand 67 × 40, 1885  Neue Pinakothek München (verschollen)
- Sonniger Herbsttag im Odenwald, Stadtarchiv Darmstadt
- Darmstädter Wald, Öl auf Leinwand 42 × 73, Stadt Darmstadt
- Hofdame N. Crecelius, 1851, Öl auf Leinwand 53,5 × 42,5, Stadt Darmstadt
- Fontainebleau, Öl auf Leinwand 46 × 57, ehem. Sammlung Otto Spitzweg, später Museum Georg Schäfer (Inventarnummer MGS 3175)
- Ochsengespann, 1874, Hessisches Landesmuseum

Weitere Werke befinden sich u. a. im Museum Georg Schäfer (Inventarnummer MGS3590), Frye Art Museum Seattle, Pennsylvania Academy of the Fine Arts, Woodmere Art Museum, Timken Museum of Art in San Diego, Butler Institute of American Art, Kulturhistorischen Museum Magdeburg, im Behnhaus Lübeck, dem Landesmuseum Mainz, und im Städtischen Museum Wuppertal.